# Rzut (koszykówka)
Ten artykuł opisuje zagadnienie koszykarskie zgodne z normami FIBA.
Zasady w ligach NBA, NCAA lub innych mogą różnić się od tutaj przedstawionych.

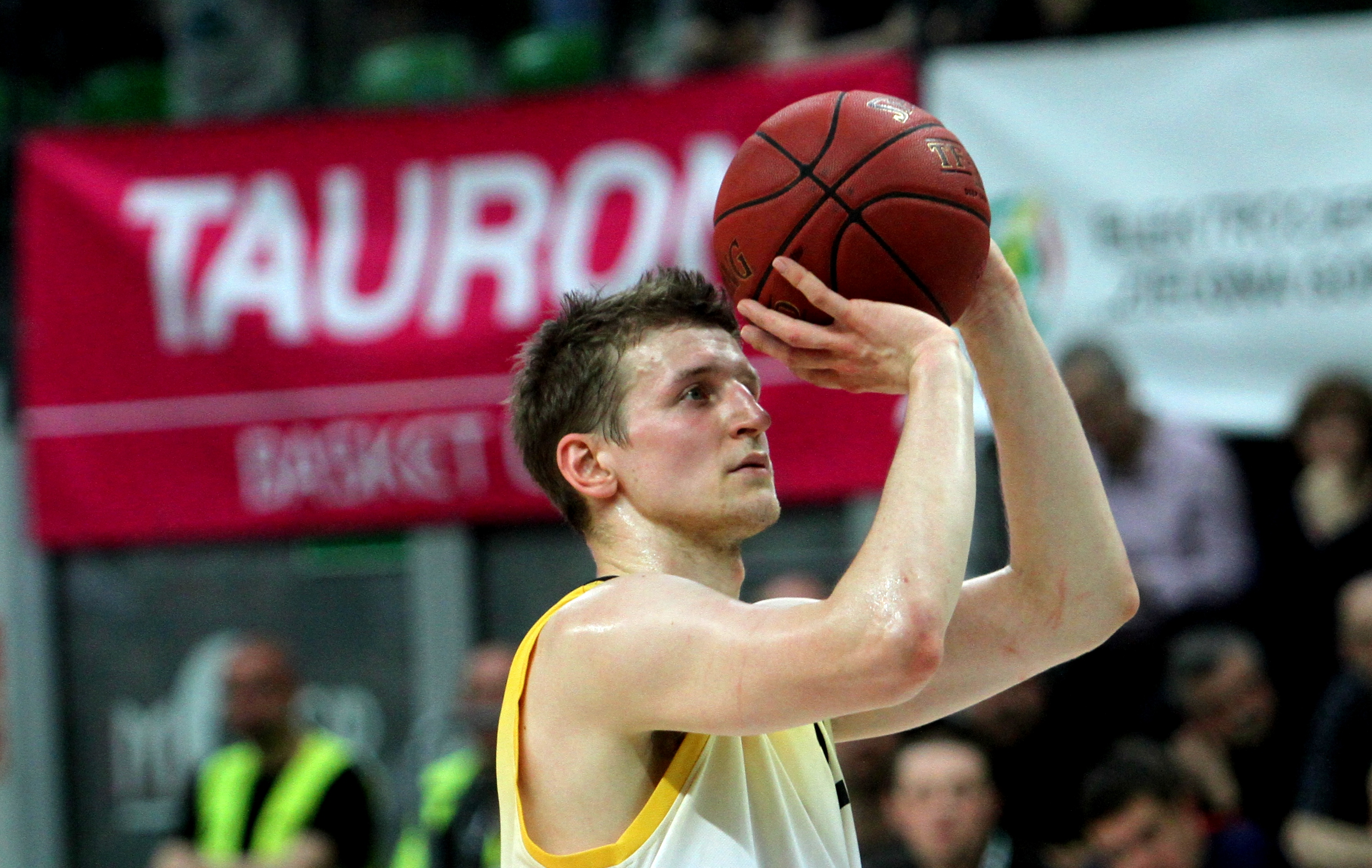
Prawidłowe ustawienie rąk do rzutu

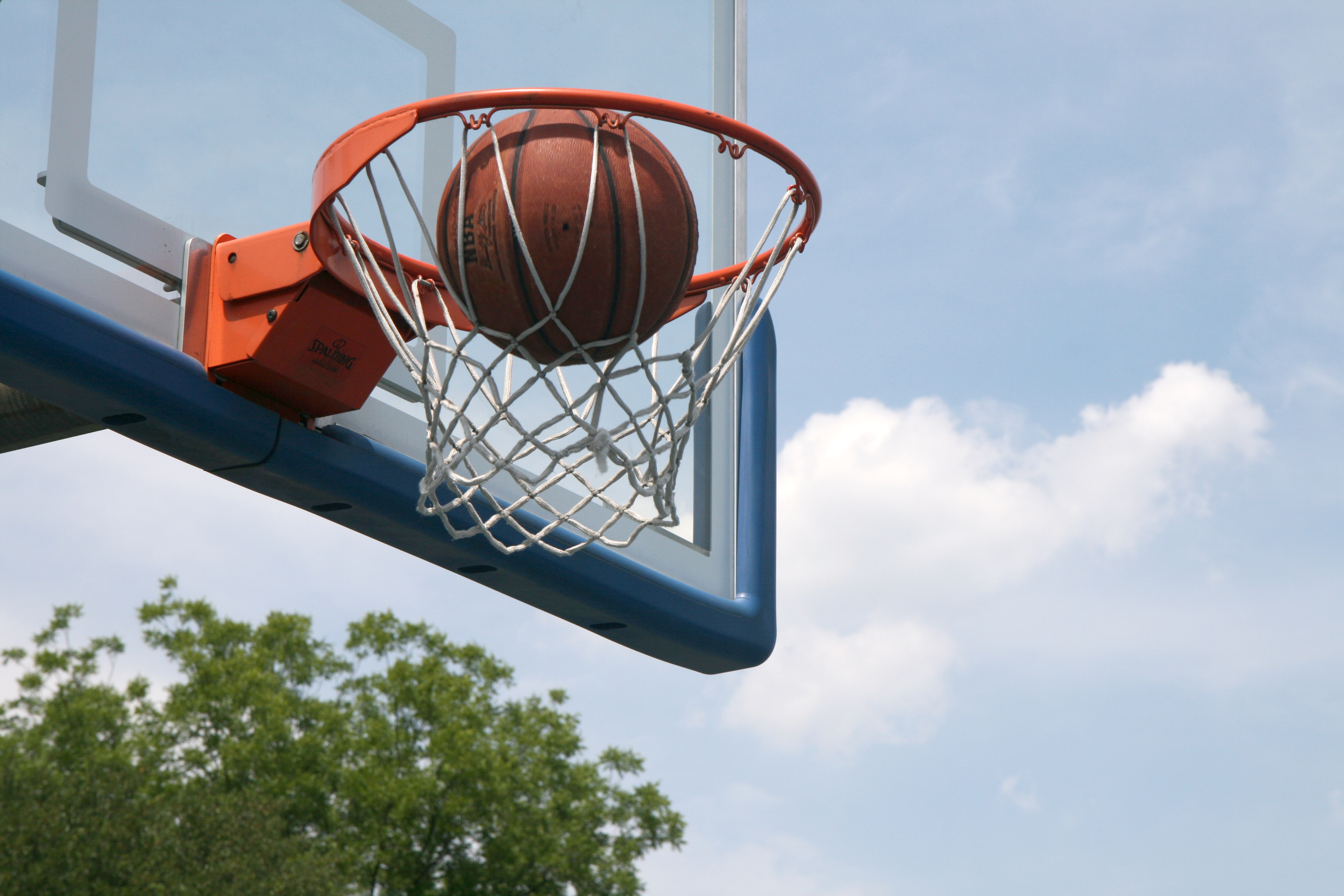
Rzut zostaje uznany za celny, gdy piłka znajdzie się poniżej obręczy kosza

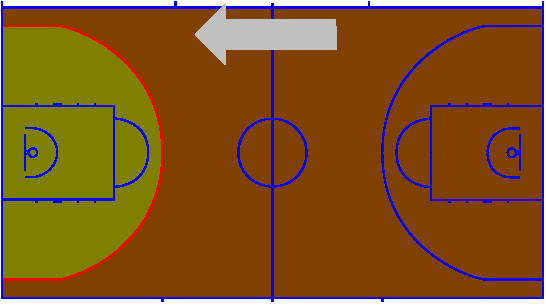
Rzuty oddane w zielonym polu warte są 2 punkty (wyjątkiem są rzuty wolne), a wszystkie rzuty oddane w polu zaznaczonym na brązowo – 3; szara strzałka wyznacza kierunek gry

Rzut do kosza – element gry w koszykówkę, polegający na skierowaniu piłki w kierunku kosza, poprzez rzucenie nią przez zawodnika w kierunku kosza. Kosz, który atakuje drużyna, to kosz przeciwnika, a kosz, którego zespół broni, jest nazywany koszem tej drużyny.
Rzut do kosza rozpoczyna się, gdy piłka opuszcza ręce zawodnika będącego w akcji rzutowej, a kończy, gdy rzut jest celny, lub gdy piłka nie ma szans wpaść już do kosza, dotyka obręczy, podłogi lub staje się martwa.

## Celny rzut
Rzut uznaje się za celny (kosz zostaje zdobyty), gdy piłka wpada przez obręcz kosza z góry i przelatuje lub w nim zostaje. Uznaje się, że piłka znajduje się w koszu, gdy jakakolwiek jej część znajduje się wewnątrz kosza i poniżej linii obręczy. Celne rzuty do kosza są celem tej gry. Zwycięzcą meczu jest drużyna, która po zakończeniu czasu gry ma na swoim koncie więcej punktów.

## Wartości punktowe rzutów
Rzuty mają różną wartość:
- rzut za jeden punkt (1): 
  - rzuty wolne
- rzut za dwa punkty (2) (tzw. rzuty z gry)
  - rzut z półdystansu (z wyskoku)
  - rzut z dwutaktu
  - dobitka
  - wsad – piłka zostaje wepchnięta jedną lub dwiema rękami do kosza przeciwnika
- rzut za trzy punkty (3) – rzuty oddane zza linii 6,75

## Rzut samobójczy
W koszykówce możliwe jest wykonanie rzutu samobójczego. 
- Jeśli rzut jest przypadkowy – w protokole meczu jest on zapisywany jako rzut celny kapitana drużyny przeciwnej.
- Umyślny rzut do własnego kosza jest błędem, a punkty nie zostają dopisane. Drużyna, której zawodnik wykonał celowo rzut samobójczy, traci piłkę na rzecz przeciwnika, który otrzymuje ją do wprowadzenia z autu.

## Inne błędy
Rzucenie piłki przez kosz od dołu jest błędem.

## Oficjalne przepisy normujące przeprowadzenie akcji rzutowej

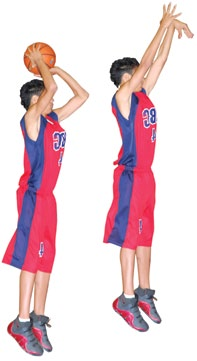
Prawidłowy sposób wykonania rzutu z wyskoku

### Ruch ciągły
Ruch ciągły – element rozpoczynający akcję rzutową.
- Zaczyna się w momencie spoczęcia piłki w rękach zawodnika, który wykonuje ruch rzucania.
- Może obejmować ruch ramion lub całego ciała zawodnika, w trakcie próby rzutu do kosza
- Kończy się w momencie wypuszczenia przez zawodnika piłki z rąk lub w chwili rozpoczęcia akcji rzutowej.

### Akcja rzutowa
Akcja rzutowa – wykonywanie przez zawodnika rzutu do kosza i procesy bezpośrednio poprzedzające wyrzucenie piłki z rąk. 
- Zaczyna się, kiedy zawodnik rozpoczyna ruch ciągły poprzedzający wypuszczenie piłki i w ocenie sędziego rozpoczął próbę zdobycia punktów rzutem w kierunku kosza przeciwnika.
- Kończy się:
  - w przypadku rzutu bez wyskoku – w momencie utraty kontaktu z rękami zawodnika
  - w przypadku rzutu z wyskoku – w momencie gdy obie stopy zawodnika rzucającego powrócą na podłoże.

### Faul przy rzucie bez wykonania rzutu
Z powodu takiego zdefiniowania akcji rzutowej, jeśli przeciwnik popełni faul, poprzez zatrzymanie ręki zawodnika, który chce wykonać rzut, tak iż nie wykonuje on rzutu, należy uznać za faul podczas akcji rzutowej, gdyż zawodnik rozpoczął wykonywanie ruchu ciągłego, które inicjuje akcję rzutową, która została przerwana faulem.

## Możliwość wykonania rzutu a czas gry
Zegar czasu gry musi wskazywać 0:00.3 lub więcej, by zawodnik mógł wykonać próbę rzutu do kosza z gry po wejściu w posiadanie piłki wprowadzanej do gry lub po zbiórce podczas ostatniego lub jedynego rzutu wolnego. Jeśli zegar czasu gry wskazuje 0:00.2 lub 0:00.1, jedynym sposobem wykonania ważnego rzutu do kosza z gry jest dobitka lub bezpośredni wsad piłki do kosza.